# Робсон Понте
Робсон Понте (італ. Robson Ponte, нар. 6 листопада 1976, Сан-Паулу) — колишній бразильський футболіст, що грав на позиції півзахисника. Також має італійське громадянство.
Виступав, зокрема, за німецькі клуби «Баєр 04» та «Вольфсбург».

## Ігрова кар'єра
Робсон Понте почав свою професійну кар'єру в 1995 році з «Жувентус Сан-Паулу». Через два роки він перейшов у команду «Америка Сан-Паулу», а в 1998 році він став гравцем «Гуарані» (Кампінас). Він забив 16 голів в 32 матчах чемпіонату Бразилії. У сезоні 1998 року «Гуарані» посіла 19-е місце серед 24 команд, а в наступному сезоні піднялася на восьме місце серед 22 клубів.
У 1999 році Понте переїхав у Німеччину, де підписав контракт з клубом «Баєр 04». В той же місяць німецький звукозаписний лейбл «Kompakt» випустив сингл, названий на честь Робсона Понте. У Бундеслізі він дебютував 13 серпня в матчі проти «Дуйсбурга» (0:0). Свій перший гол він забив 28 серпня, принісши команді перемогу з рахунком 2:1 над «Штутгартом». У сезоні 1999/00 бразильський півзахисник завоював з «Баєром» срібло чемпіонату, в тому сезоні він зіграв 23 матчі. У наступному сезоні він виходив на поле лише 12 разів, а команда з Леверкузена зайняла четверте місце в турнірній таблиці. За два роки в Леверкузені Понте конкурував за місце в складі з такими гравцями, як Бернд Шнайдер, Штефан Байнліх, Емерсон Феррейра, Зе Роберто, Карстен Рамелов, Міхаель Баллак і Юриця Враньєш.
Влітку 2000 року Понте був зданий в оренду «Вольфсбургу», де відразу ж завоював місце в стартовому складі. У сезоні 2001/02 в Бундеслізі він забив вісім голів, в тому числі дубль у переможному матчі з «Енергі» (Котбус) (2:1) 9 лютого 2001 року. У сезоні 2001/02 та 2002/03 «Вольфсбург» фінішував у середині турнірної таблиці, а потім у 2003 році Понте повернувся в «Баєр». Протягом наступних двох років він зіграв в 43 зустрічах за «фармацевтів» у Бундеслізі, забивши 4 голи.
У 2005 році він був проданий в японський клуб «Урава Ред Даймондс», де домігся найбільших успіхів у своїй кар'єрі. У 2005 році він зайняв друге місце в чемпіонаті і виграв Кубок Імператора. У 2006 році він виграв чемпіонат, Суперкубок і знову виграв Кубок Імператора. У 2007 році Понте вдруге у своїй кар'єрі посів друге місце в Джей-Лізі, а також виграв Лігу чемпіонів АФК, забивши чотири голи на турнірі. Крім того, бразилець став найкращим гравцем сезону в Джей-Лізі і потрапив в символічну збірну чемпіонату.
26 травня 2011 року Понте повернувся на батьківщину, підписавши контракт з «Греміо Баруері», де і завершив професійну кар'єру.

## Особисте життя
6 листопада 2009 року при обстеженні в медичному центрі в Сайтамі у Понте був діагностований грип типу А. Тим не менш, потреби в госпіталізації гравця не було, він лікувався в домашніх умовах.

## Статистика
| Чемпіонат | Чемпіонат            | Чемпіонат     | Ліга | Ліга                                   | Кубок            | Кубок            | Кубок ліги           | Кубок ліги           | Континент. змаг. | Континент. змаг. | Всього | Всього |
| Сезон     | Клуб                 | Ліга          | Ігри | Голи                                   | Ігри             | Голи             | Ігри                 | Голи                 | Ігри             | Голи             | Ігри   | Голи   |
| Бразилія  | Бразилія             | Бразилія      | Ліга | Ліга                                   | Кубок Бразилії   | Кубок Бразилії   | Кубок Ліги           | Кубок Ліги           | Південна Америка | Південна Америка | Всього | Всього |
| --------- | -------------------- | ------------- | ---- | -------------------------------------- | ---------------- | ---------------- | -------------------- | -------------------- | ---------------- | ---------------- | ------ | ------ |
| 1995      | «Жувентус Сан-Паулу» | Ліга Пауліста | 24   | 14                                     |                  |                  |                      |                      | -                | -                |        |        |
| 1996      | «Жувентус Сан-Паулу» | Ліга Пауліста | 26   | 12                                     |                  |                  |                      |                      | -                | -                |        |        |
| 1997      | «Америка Сан-Паулу»  | Ліга Пауліста | 4    | 1                                      |                  |                  |                      |                      | -                | -                |        |        |
| 1998      | «Гуарані» (Кампінас) | Серія A       | 16   | 7                                      |                  |                  |                      |                      |                  |                  |        |        |
| 1999      | «Гуарані» (Кампінас) | Серія A       | 16   | 9                                      |                  |                  |                      |                      |                  |                  |        |        |
| Німеччина | Німеччина            | Німеччина     | Ліга | Ліга                                   | Кубок Німеччини  | Кубок Німеччини  | Кубок німецької ліги | Кубок німецької ліги | Європа           | Європа           | Всього | Всього |
| 1999/00   | «Баєр 04»            | Бундесліга    | 24   | 2                                      | 8                | 2                | 1                    | 0                    | 5                | 0                |        |        |
| 2000/01   | «Баєр 04»            | Бундесліга    | 12   | 0                                      |                  |                  | 1                    | 0                    | 3                | 1                |        |        |
| 2001/02   | «Вольфсбург»         | Бундесліга    | 31   | 8                                      | 3                | 1                | -                    | -                    |                  |                  |        |        |
| 2002/03   | «Вольфсбург»         | Бундесліга    | 30   | 5                                      | 2                | 0                | -                    | -                    | -                | -                | 32     | 5      |
| 2003/04   | «Баєр 04»            | Бундесліга    | 20   | 2                                      | 2                | 2                | -                    | -                    | -                | -                | 22     | 4      |
| 2004/05   | «Баєр 04»            | Бундесліга    | 23   | 2                                      | 2                | 1                | 1                    | 0                    | 8                | 1                | 34     | 4      |
| Японія    | Японія               | Японія        | Ліга | Ліга                                   | Кубок Імператора | Кубок Імператора | Кубок Джей-ліги      | Кубок Джей-ліги      | Азія             | Азія             | Всього | Всього |
| 2005      | «Урава Ред Даймондс» | Джей-ліга     | 16   | 8                                      | 5                | 0                | 3                    | 1                    | -                | -                | 24     | 9      |
| 2006      | «Урава Ред Даймондс» | Джей-ліга     | 22   | 4                                      | 4                | 2                | 3                    | 0                    | -                | -                | 29     | 6      |
| 2007      | «Урава Ред Даймондс» | Джей-ліга     | 33   | 7                                      | 0                | 0                | 2                    | 0                    | 12               | 5                | 47     | 12     |
| 2008      | «Урава Ред Даймондс» | Джей-ліга     | 16   | 1                                      | 2                | 1                | 2                    | 0                    | 4                | 0                | 24     | 2      |
| 2009      | «Урава Ред Даймондс» | Джей-ліга     | 28   | 4                                      | 1                | 0                | 4                    | 1                    | -                | -                | 33     | 5      |
| 2010      | «Урава Ред Даймондс» | Джей-ліга     | 29   | 9                                      | 2                | 2                | 6                    | 2                    | -                | -                | 35     | 11     |
| Країна    | Бразилія             | Бразилія      | 33   | 16\|\|\|\|\|\|\|\|\|\|\|\|\|\|33\|\|16 |                  |                  |                      |                      |                  |                  |        |        |
| Країна    | Німеччина            | Німеччина     | 140  | 19                                     |                  |                  | 3                    | 0                    |                  |                  |        |        |
| Країна    | Японія               | Японія        | 144  | 33                                     | 14               | 6                | 20                   | 4                    | 16               | 5                | 194    | 47     |

## Досягнення
- Джей-ліга 1 
  -  Переможець (1): 2006
  -  Срібний призер (4): 2005, 2007

- Кубок Імператора
  -  Володар (2): 2005, 2006

- Суперкубок Японії
  -  Володар (1): 2006
  -  Фіналіст (1): 2007

### Континентальні
- Ліга чемпіонів АФК
  -  Переможець (1): 2007

### Міжнародні
- Клубний чемпіонат світу з футболу
  -  Бронзовий призер (1): 2007